# Giordana Angi

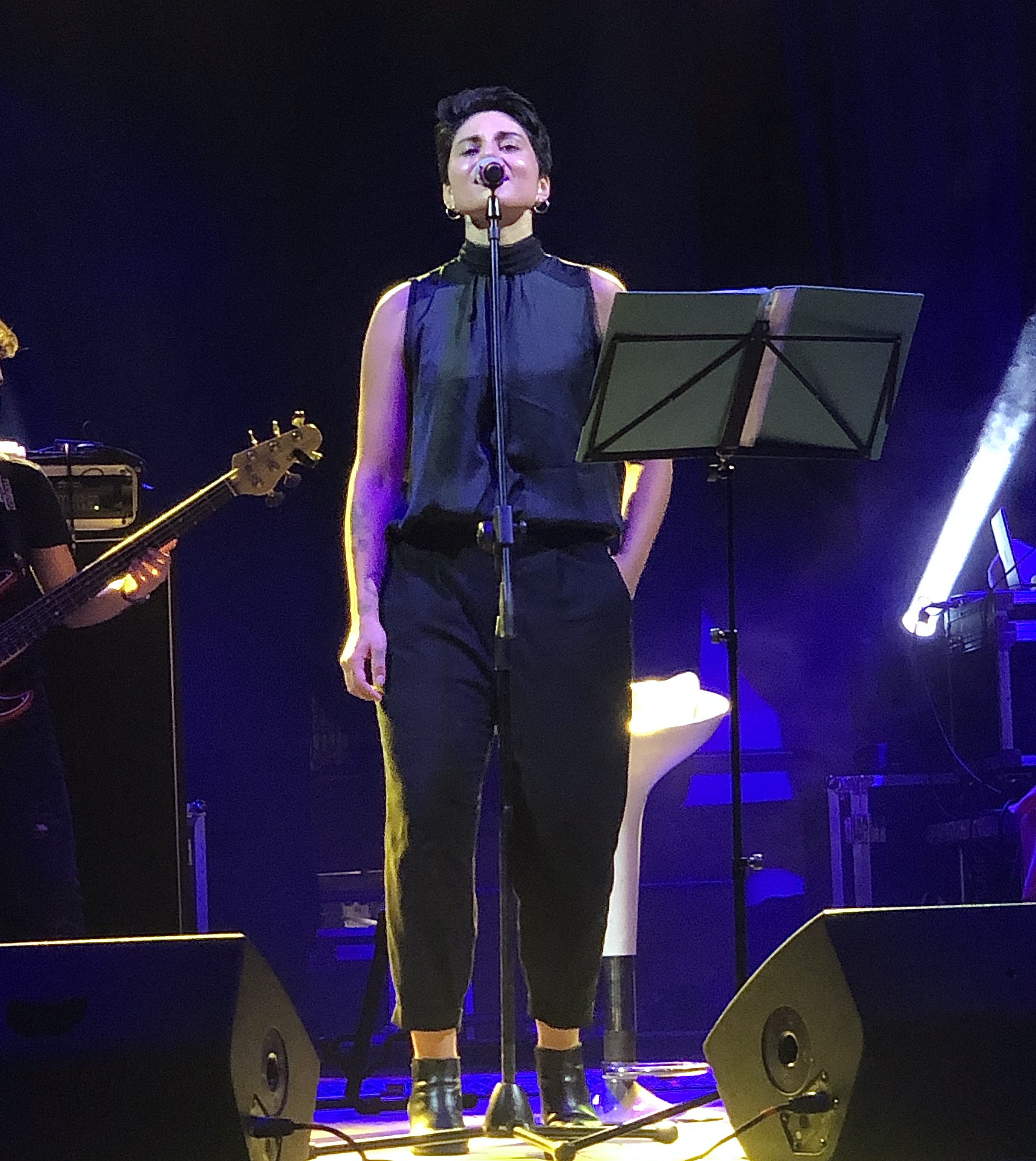
Giordana Angi (2019)

Giordana Angi (* 12. Januar 1994 in Vannes, Frankreich) ist eine italienische Cantautrice (Liedermacherin).

## Werdegang
Angi wurde in Frankreich geboren und wuchs in der Provinz Latina auf. Erstmals auf sich aufmerksam machte sie 2011, als sie sich im Wettbewerb Sanremosocial für die Newcomer-Kategorie des Sanremo-Festivals 2012 qualifizierte. Dort präsentierte sie das Lied Incognita poesia, schied damit jedoch bereits in der ersten Runde gegen den späteren Sieger Alessandro Casillo aus. Zu jener Zeit hatte Angi weder einen Produzenten noch ein Label hinter sich. Erst 2016 debütierte sie mit ihrer ersten Single Chiusa con te (xxx) beim Label Sugar Music von Caterina Caselli; das Lied wurde von Tiziano Ferro produziert. Nun verstärkte die Musikerin ihre Aktivitäten und veröffentlichte 2017 zwei weitere Lieder: Bam Bam, offizielles Lied zur Lazio Pride, sowie Amarti (qui ed ora). Beim Sanremo-Festival 2018 war sie an Nina Zillis Beitrag Senza appartenere als Songwriterin beteiligt.
Einem größeren Publikum bekannt wurde Angi schließlich durch ihre Teilnahme an der 18. Staffel der Castingshow Amici di Maria De Filippi, in der sie sich 2019 auf dem zweiten Platz hinter Alberto Urso platzieren konnte. In dieser Zeit erschien auch ihre Debüt-EP Casa bei Universal. Weiterhin war sie auch als Songwriterin aktiv und steuerte unter anderem Lieder zu Tiziano Ferros Album Accetto miracoli bei. Im Oktober 2019 veröffentlichte Angi ihr erstes Studioalbum Voglio essere tua, das auf Anhieb die Spitze der Charts erreichte.
Beim Sanremo-Festival 2020 präsentierte sie das Lied Come mia madre. 2021 erschien ihr zweites Album Mi muovo, dem 2022 Questa fragile bellezza folgte.

## Diskografie

### Studioalben
| Jahr | Titel                             | Höchstplatzierung, Gesamtwochen, AuszeichnungChartplatzierungen (Jahr, Titel, Platzierungen, Wochen, Auszeichnungen, Anmerkungen) | Höchstplatzierung, Gesamtwochen, AuszeichnungChartplatzierungen (Jahr, Titel, Platzierungen, Wochen, Auszeichnungen, Anmerkungen) | Anmerkungen                            |
| Jahr | Titel                             | IT | CH | Anmerkungen                            |
| ---- | --------------------------------- | --- | --- | -------------------------------------- |
| 2019 | Voglio essere tua Universal       | IT1 (15 Wo.)IT | CH92 (1 Wo.)CH | Erstveröffentlichung: 11. Oktober 2019 |
| 2021 | Mi muovo Universal                | IT11 (2 Wo.)IT | — | Erstveröffentlichung: 14. Mai 2021     |
| 2022 | Questa fragile bellezza Universal | IT27 (2 Wo.)IT | — | Erstveröffentlichung: 27. Oktober 2022 |

### EPs
| Jahr | Titel          | Höchstplatzierung, Gesamtwochen, AuszeichnungChartplatzierungen (Jahr, Titel, Platzierungen, Wochen, Auszeichnungen, Anmerkungen) | Höchstplatzierung, Gesamtwochen, AuszeichnungChartplatzierungen (Jahr, Titel, Platzierungen, Wochen, Auszeichnungen, Anmerkungen) | Anmerkungen                                           |
| Jahr | Titel          | IT | CH | Anmerkungen                                           |
| ---- | -------------- | --- | --- | ----------------------------------------------------- |
| 2019 | Casa Universal | IT2 Gold · (27 Wo.)IT | — | Erstveröffentlichung: 24. Mai 2019 Verkäufe: + 25.000 |

### Singles
| Jahr | Titel Album                           | Höchstplatzierung, Gesamtwochen, AuszeichnungChartplatzierungen (Jahr, Titel, Album, Platzierungen, Wochen, Auszeichnungen, Anmerkungen) | Höchstplatzierung, Gesamtwochen, AuszeichnungChartplatzierungen (Jahr, Titel, Album, Platzierungen, Wochen, Auszeichnungen, Anmerkungen) | Anmerkungen                                              |
| Jahr | Titel Album                           | IT | CH | Anmerkungen                                              |
| ---- | ------------------------------------- | --- | --- | -------------------------------------------------------- |
| 2019 | Casa                                  | IT44 Platin · (7 Wo.)IT | — | Erstveröffentlichung: 4. Februar 2019 Verkäufe: + 70.000 |
| 2019 | Stringimi più forte Voglio essere tua | IT59 Gold · (6 Wo.)IT | — | Erstveröffentlichung: 26. August 2019 Verkäufe: + 25.000 |
| 2020 | Come mia madre Voglio essere tua      | IT55 (1 Wo.)IT | — | Erstveröffentlichung: 6. Februar 2020                    |
| 2020 | Amami adesso –                        | IT81 (1 Wo.)IT | — | Erstveröffentlichung: 14. Mai 2020                       |

- 2024:  il nostro amore, mit Sting

## Auszeichnungen für Musikverkäufe
Anmerkung: Auszeichnungen in Ländern aus den Charttabellen bzw. Chartboxen sind in ebendiesen zu finden.
| Land/RegionAuszeichnungen für Musikverkäufe (Land/Region, Auszeichnungen, Verkäufe, Quellen) | Gold     | Platin  | Verkäufe | Quellen |
| -------------------------------------------------------------------------------------------- | -------- | ------- | -------- | ------- |
| Italien (FIMI)                                                                               | 2× Gold2 | Platin1 | 120.000  | fimi.it |
| Insgesamt                                                                                    | 2× Gold2 | Platin1 |          |         |

## Belege
1. 1 2 3  Chartquellen: IT (Alben) IT (Singles) CH

| Personendaten    | Personendaten            |
| ---------------- | ------------------------ |
| NAME             | Angi, Giordana           |
| KURZBESCHREIBUNG | italienische Cantautrice |
| GEBURTSDATUM     | 12. Januar 1994          |
| GEBURTSORT       | Vannes, Frankreich       |